# Hao123

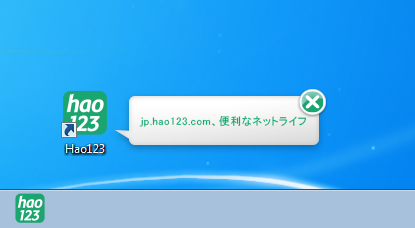
ソフトウェアバンドルと同時にインストールされたHao123

Hao123（ハオイーアルサン）は、バイドゥの提供するナビゲーションサイト。
"インターネット初・中級者向けに、様々にカテゴライズされたサイトへダイレクトにアクセスすることが可能となる"と謳う。"YouTubeなどの「鉄板」サイトだけでなく、知名度の低いサイトでも有用と判断されれば掲載される"としている。
ただし、下記「アンインストール」に記載されているように問題も多く報告されており、導入には注意が必要である。

## 概要
検索エンジンで情報を得ることが苦手な人や、欲しい情報が明確なユーザーに有用とされる。2013年にはページビューが1億を越えるなど急成長を続けている。そのうち92.7%が中国のユーザーである。
2015年のアレクサ・インターネットの調査によるウェブサイトのランキングでは、22位にランクインしている。

## アンインストール
「Hao123」のサジェスト候補として、「削除」「アンインストールできない」といったものがある他、「ブラウザのスタートページが知らない間に変更される」という情報があるが、これは他のソフトウェアをダウンロードした際に、同時に行うHao123の案内が見えないことから予期せずインストールしてしまうものである。Windowsの通常のアンインストール操作を行っても削除することができない。また、ブラウザのホームページ変更を行っても、再び「Hao123」にホームページが設定されてしまう。
またホームページに記された操作を行っても完全に削除することはできない。アンインストールを行った後でも”The Desktop Weather”、”Baidu IME”などのBaidu Japan Inc.が発行したソフトがインストールされていると『Hao123をスタートページに設定しませんか』というポップアップが定期的に表示される。ポップアップを表示させないようにするためにはこれらのBaidu Japan Inc.が発行したソフトをすべてアンインストールする必要がある。